# 车臣-印古什自治州
车臣-印古什自治州（俄语：Чечено-Ингушская автономная область）是俄罗斯苏维埃联邦社会主义共和国以及后来苏联的一个自治州，该自治州于1934年1月15日由车臣自治州和印古什自治州合并而成。
在1936年12月5日，该自治州成立了车臣-印古什苏维埃社会主义自治共和国。